# Zapalinamé-hegység
A Zapalinamé-hegység (spanyolul: Sierra de Zapalianamé) egy hegység Mexikó északi részén, Coahuila állam területén.

## Földrajz
A hegység Mexikó északkeleti, Coahuila állam délkeleti részén található, Saltillo városának déli szomszédságában, Monterreytől délnyugatra. Közigazgatásilag Saltillo és Arteaga községekhez tartozik. A valamivel több mint 500 km²-es területet északon, délen és keleten a Mexikóvárosba vezető 57-es illetve 57D jelű utak, nyugaton a Zacatecasba vezető 54-es út határolja. A Keleti-Sierra Madre részét képező hegység ma is látható felszínformái a késő jura korban és a negyedidőszakban alakultak ki. Területének nagyobb része a Bravo–Conchos vízgyűjtőrendszerhez tartozik, míg egy kis része az El Salado-rendszerhez. A víz a területen nagy mértékben szivárog be a talajba, ezért a hegylábaknál gyakoriak a források.

## Története
A területen mintegy 7000 éve élnek emberek. A spanyol hódítók előtt csicsimék törzsek lakták (köztük például vacsicsilek), akik gyűjtögető-vadászó életmódot folytattak. Az európaiak megérkezésével a környezetet addig a legkevésbé sem kizsákmányoló életforma visszaszorult, megjelent ugyanis az állatok legeltetése, a takarmánytermesztés, a 16. század végén pedig a tlaxkaltékoknak köszönhetően a gabonák, a gyapot, valamint zöldségek és gyümölcsök termesztése is. 1577-ben Alberto del Canto megalapította Saltillo városát, amelyet a következő években folyamatosan értek a környékbeli indiánok támadásai. Ezért 1586-ban a ferences szerzetesek és több kapitány tárgyalásokat kezdeményezett a vacsicsilek kacikáival, hogy cserébe a békéért segítséget kapnának falvak alapításában, ahol letelepedve az indiánok is mezőgazdasággal tudnának foglalkozni. A harcias természetű törzsek azonban az évszázad vége felé Zapalinamé és Cilaván vezetésével folyamatosan lázongtak a spanyolok ellen, és felgyújtották a ferences misszió épületét és magát Saltillót is. Rajtaütéseik után mindig ebbe a hegységbe vonultak vissza, ahol annak idegenek számára nehezen járható volta miatt menedékre leltek. Róluk kapta a hegység a Zapalinamé nevet. Egyik utolsó támadásukra 1588-ban került sor, ám ekkor Francisco de Urdiñola vezetésével a gyarmatosítók vereséget mértek rájuk. Egy legenda szerint maga Zapalinamé a hegység egyik csúcsán halt meg, ahol holttestét társai hátára fektették, majd a test óriásira növekedett, és kialakult belőle a ma is látható, háton fekvő emberre emlékeztető alakú hegyvonulat. A 18. században a Bourbonok által kezdeményezett, indiánok elleni harc oda vezetett, hogy 1760-ra a vacsicsil törzs szinte teljesen eltűnt a hegységből, néhány leszármazottjuk azonban még ma is él ezen a vidéken.
A 19. században a környék mesztic lakossága saját felhasználásra, valamint vasút, malmok és egyéb ipari létesítmények építéséhez nagy mennyiségű fát termelt ki a hegységben. 1811. március 5-én Miguel Hidalgo y Costilla függetlenségi hős és csapata is átlovagolt a hegységen, néhány nappal ezelőtt, hogy Acatita de Bajánnál elfogták őt. 1847-ben a Buena Vista-i (La Angostura-i) csata egyik fontos helyszíne volt a Zapalinamé-hegység: itt a mindössze 19 éves Luis G. Osollo kapitány foglalta el pozícióit.

## Élővilág

### Növényzet
A területen 934 növényfajt írtak le, ami a Coahuilában előforduló fajok 29%-át jelenti. 32 haraszt mellett háromféle korpafű (Selaginella pilifera, Selaginella peruviana, Selaginella lepidophylla) és kétféle zsurló (Equisetum laevigatum és téli zsurló) képviseli az alacsonyabb rendű növényeket, míg hat nemzetség 18 faja a nyitvatermőket, 441 nemzetség 879 faja pedig a zárvatermőket. Előbbiek közül különleges védelem alatt áll például a Pinus pinceana, az Abies vejarii, az amerikai duglászfenyő és a Pinus remota. A zárvatermők között lágy szárúak, agávék, pálmaliliomok, a Brahea berlandieri nevű üstököspálma-forma éppúgy előfordul, mint 65-féle akácia és mezquite, 31-féle zsálya, valamint kaktuszok és kutyatejek, és az északabbra gyakori, de itt ritkaságnak számító Ostrya virginiana nevű nyírfaféle.

### Állatok
A hegységben 540 állatfajt figyeltek meg eddig. Bár a felszíni vizek ritkák, mégis leírtak már 12 halfajt, amelyből három őshonos, köztük a veszélyeztetett pontyféle, a Gila modesta. A 16 kétéltűből (egy szalamandra, a Chiropterotriton priscus és 15 béka) 8 veszélyeztetett faj, a 69 hüllőből (28 gyík, 40 kígyó és egy teknős) kiemelhető az endémikus Gerrhonotus parvus nevű lábatlangyíkféle, valamint kétféle csörgőkígyó, a feketefarkú csörgőkígyó és a Crotalus pricei. Az egyetlen teknősön, amit a hegységben találtak, emberi beavatkozás nyomát találták (páncélja meg volt festve), így valószínű, hogy ez nem itt őshonos, hanem valaki szabadon engedte. Az eddig megfigyelt 241 madárfajból egy a kihalás szélén áll, további 22 fenyegetett vagy más okból különleges védelem alatt áll. Sikerrel történt meg a 21. század elején a vadpulyka intermedia alfajának visszatelepítése a hegységbe: egy 1888-as leírás még említette, hogy ez a madár előfordul a Zapalinamé-hegységben, de utána teljesen eltűnt. 2008-ban egy, a Sierra Hermosa nevű részben található völgyben szabadon engedtek 19 példányt, 2012-ben 25 példányt a Cañón de las Noriasban, 2015-ben pedig újabb 16-ot. A területen 51-féle emlősfajt figyeltek meg eddig, ezek nagyobb része rágcsáló, de megél itt a kihalás szélére sodródott fekete medve is, amely egyre gyakrabban téved be a közeli városok külső lakónegyedeibe is. A gerinctelen állatok közül 199 rovarfajt és 12 pókot írtak le eddig, a vizekben pedig hidrák is előfordulnak.